# Ad Patres
Ad Patres ist eine französische Death-Metal-Band aus Bordeaux, die 2008 gegründet wurde.

## Geschichte
Die Band wurde im Dezember 2008 gegründet. Die Mitglieder waren bis zur Gründung in anderen Bands aktiv. Da diese jedoch wenig erfolgreich waren und die Mitglieder sich gut untereinander kannten, entschlossen sich einige zur Gründung von Ad Patres. 2011 war es der Gruppe, die zuvor ihre Bekanntheit durch ein Ende 2010 erschienenes Demo hatte steigern können, möglich, als Eröffnungsband für das Hellfest zu fungieren. 2011 erschien eine Split-Veröffentlichung mit Writhing. Ihr Debütalbum erschien 2012 unter dem Namen Scorn Aesthetics. 2014 spielte die Band eine Live-Session in der Radiosendung Le Mouv' auf dem französischen Sender FIP. Im selben Jahr war die Gruppe unter anderem auf dem deutschen Death Feast Open Air zu sehen. Im folgenden Jahr war die Gruppe weiter live aktiv und war mitunter auf dem belgischen Mass Deathtruction Festival vertreten. 2019 folgte das zweite Album unter dem Namen A Brief Introduction to Human Experiments. In ihrer Karriere ist die Band bisher unter anderem mit Gruppen wie Morbid Angel, Cryptopsy, Krisiun, Septicflesh und Napalm Death aufgetreten.

## Stil
Florian von Metal.de schrieb in seiner Rezension zu Scorn Aesthetics, dass hierauf extrem kompromissloser Death Metal im Stil von Morbid Angel und Suffocation enthalten ist, der sich durch ein „[f]ieses Drumming, messerscharfe Riffs und ein wütendes Organ“ auszeichne. Die Songs würden zwar technisch einwandfrei gespielt, seien auf Dauer jedoch nicht einprägsam. Er empfahl die Musik Fans von Brutal Death Metal. Laut Florian Schmidt vom Rock Hard spielt die Band Death Metal „mit einer gewissen technischen Grundausrichtung“. Die Musik sei nordamerikanisch geprägt und rufe Erinnerungen an Bands wie Cannibal Corpse, Dying Fetus und Suffocation wach. Besonders beeindruckt zeigte er sich von Doussauds gutturalem Gesang. Textlich setze man sich mit der Lehre der Psychologie auseinander und ziehe Vergleiche zwischen Psychoanalytikern und Inquisitoren. Eine Ausgabe später bezeichnete Schmidt die Musik des Albums als brutalen, technisch anspruchsvollen Death Metal, sodass sie sehr für Fans von Suffocation geeignet sei. Im Interview mit ihm gab der Bassist Arnaud Pecoste an, dass die Band am häufigsten mit Suffocation verglichen wird. Als Einflüsse von Ad Patres gab er neben dieser Gruppe noch Morbid Angel, Hate Eternal, die frühen Decapitated und was den Groove betreffe die frühen Psycroptic an. Für die Texte sei er verantwortlich, wobei er sich von verschiedenen Dingen inspirieren lasse.
Ollie Fröhlich vom Ox-Fanzine bezeichnete die Musik von A Brief Introduction to Human Experiments als „Über-Tech-Death-Metal“, da die Band „mehr Ideen pro Riff als andere Bands pro Song“ verarbeite. Die Gruppe schaffe es dabei, „Virtuosität, die für heruntergeklappte Unterkiefer sorgt, mit maximaler Brutalität und einem Mördergroove zu verbinden, während der Growler schräge Texte besteuert“. Einen Ohrwurm suche man jedoch vergebens.

## Diskografie
- 2010: Promo 2010 (Demo, Eigenveröffentlichung)
- 2012: Writhing / Ad Patres (Split mit Writhing, Nihilistic Holocaust Records)
- 2012: Scorn Aesthetics (Album, Kaotoxin Records)
- 2018: Symbiosick (Single, XenoKorp Records)
- 2019: A Brief Introduction to Human Experiments (Album, XenoKorp Records)